# Zoi Sadowská Synnottová
Zoi Sadowská Synnottová (* 6. března 2001 Sydney) je novozélandská snowboardistka. Na olympijských hrách v Pekingu roku 2022 vyhrála závod v slopestylu, čímž získala první zimní olympijské zlato pro Nový Zéland. Na stejných hrách navíc získala stříbro v big airu. Již na předchozích hrách v Pchjongčchangu roku 2018 v této disciplíně brala bronz. Je tak nejúspěšnějším novozélandským olympionikem na zimních hrách. Má rovněž dva tituly mistryně světa ze slopestylu (2019, 2021). Ze světového šampionátu má i dvě stříbra. Vybojovala též čtyři zlata z X Games.
Narodila se v Austrálii novozélandskému otci a americké matce. Její rodina odešla na Nový Zéland, když jí bylo šest let.